# Phare de São José do Norte
Le phare de São José do Norte ou phare de Barra (en portugais : Farol da Barra) est un phare situé sur la presqu'île de São José do Norte, dans l'État de Rio Grande do Sul - (Brésil).
Ce phare est la propriété de la Marine brésilienne et il est géré par le Centro de Sinalização Náutica e Reparos Almirante Moraes Rego (CAMR) au sein de la Direction de l'Hydrographie et de la Navigation (DHN).

## Histoire
En 1820, un premier phare a été érigé sur l'ancienne tour de Barra sur la bande sableuse de la Lagoa dos Patos à São José do Norte, proche de son entrée. Il a été mis en service le 1er décembre 1920 mais il est vite devenu hors service après la première grosse tempête. Des feux furent allumés, durant les nuits noires, au pied de la tour en ruine en attendant la construction d'un autre phare, demandé dès 1827.
Le phare actuel ne fut mis en service que le 2 août 1842. Ce phare est une tour cylindrique préfabriquée en fonte de 31 m de haut, avec galerie et lanterne. À l'origine, le phare fut équipé d'un système catoptrique qui fut remplacé, en 1886, par une lentille de Fresnel dioptrique de second ordre fabriqué par Barbier, Bénard et Turenne. Il était peint en rouge.
Il est désormais peint en blanc avec quatre bandes noires horizontales. Son feu à occultations émet, à une hauteur focale de 32 m, six éclats blancs toutes les 21 secondes. Sa portée est de 30 milles nautiques (environ 56 km).
Il est aussi équipé d'un radar Racon émettant la lettre K en alphabet morse et d'une station DGPS.
Identifiant : ARLHS : BRA245 ; BR4008 - Amirauté : G0620 - NGA :18964.
|          |
| Le phare |

|          |
| Le phare |

|                    |
| Localisation Barra |

### Lien connexe
- Liste des phares du Brésil